# 南東海郡
南東海郡，東晉所設置的僑郡。
晉元帝渡江之初，寄居丹陽郡江乘縣境（今江蘇句容市北），後割吳郡海虞縣北境（今江蘇常熟市），作為東海郡轄下郯、朐、利城、祝其、厚丘、西隰、襄賁7個僑縣的實土。晉穆帝永和年間，移東海僑郡及郯、朐、利城3個僑縣出居京口（今江蘇鎮江市）。劉宋元嘉八年（431年）立南徐州，東海僑郡作為其州治郡。為與徐州東海郡作區別，稱「南東海郡」，又割晉陵郡丹徒、武進、毗陵3縣隸屬其郡。南齊移治漣水（今江蘇漣水縣），下領郯、祝其、襄賁、利城、西隰、丹徒、武進7縣。
南梁天監元年（502年），改南東海郡為南蘭陵郡。南陈永定二年（558年）復為南東海郡。隋朝開皇九年（589年），隋灭南陈，廢郡入潤州。